# Osaid Marah
Osaid Marah (ur. 26 maja 1960) – sierraleoński piłkarz występujący na pozycji bramkarza.

## Kariera klubowa
W swojej karierze Marah występował między innymi w belgijskim zespole KVK Tienen. W sezonach 1993/1994 oraz 1994/1995 występował z nim w czwartej lidze, a następnie, po awansie Tienen, także przez jeden sezon w trzeciej lidze.

## Kariera reprezentacyjna
W 1994 roku Marah został powołany do reprezentacji Sierra Leone na Puchar Narodów Afryki, zakończony przez Sierra Leone na fazie grupowej. Zagrał na nim w meczach z Wybrzeżem Kości Słoniowej (0:4) i Zambią (0:0).
W 1996 roku Marah ponownie znalazł się w składzie na Puchar Narodów Afryki. Tym razem nie wystąpił na nim w żadnym spotkaniu, a Sierra Leone ponownie odpadło z turnieju po fazie grupowej.